# Lucille Bliss
Lucille Bliss, (née Lucille Theresa Bliss, le 31 mars 1916 à New York, État de New York, États-Unis et morte le 8 novembre 2012 à Costa Mesa, Californie, États-Unis) était une actrice américaine.
Elle active également dans le doublage.

## Biographie

### Carrière
Lucille Bliss a fait des apparitions dans des films et émissions télévisées, parmi lesquels Les Schtroumpfs dans le rôle de la Schtroumpfette, la série d’animation de Nickelodeon Invader Zim (où elle interprète Mme Bitters) et Cendrillon des studios Disney (en tant qu’Anastasia Tremaine). Elle figure également au générique des œuvres suivantes. Elle vivait ces dernières années dans une résidence avec aide à domicile, mais exerçait toujours dans le doublage.

## Filmographie partielle
- 1950 : Crusader Rabbit
- 1950 : Cendrillon
- 1958 : The Waggily Tale
- 1961 : Les 101 Dalmatiens
- 1966 : Space Kidettes
- 1967 : Funnyman
- 1977 : The Flintstones' Christmas (français : Le Noël des Pierrafeu ?)
- 1982 : Brisby et le Secret de NIMH
- 1983 : Blondine au pays de l'arc-en-ciel : Aventure au zoo de San Diego
- 1987 : Assassination
- 1988 : The Night Before
- 1988 : Appel d'urgence
- 1993 : Les Chroniques de San Francisco
- 1996 : Scream
- 1997 : Wacked
- 2003 : Battlestar Galactica
- 2005 : Blue Harvest Days
- 2005 : Robots